# Comuna Kalundborg
Kalundborg (Kalundborg Kommune) este o comună din regiunea Sjælland, Danemarca, cu o suprafață totală de 604,43 km² și o populație de 49.014 locuitori (2011).